# Романюта, Александр Кузьмич
Александр Кузьмич Романюта — советский хозяйственный, государственный и политический деятель.

## Биография
Родился в 1924 году в селе Полтавка (ныне — Аккайынский район Северо-Казахстанской области). Член КПСС.
С 1942 года — на хозяйственной, общественной и политической работе. В 1942—1996 гг. — коногон, горный мастер ВШТ, забойщик, горный мастер добычного участка, помощник начальника участка, начальник добычного участка № 1 шахты «Северная» Карагандинского угольного бассейна.
За творческую активность и инициативу по наращиванию топливно-энергетических ресурсов и существенному повышению эффективности производства на основе интенсификации производственных процессов и наиболее полного использования горной и буровой техники был в составе коллектива удостоен Государственной премии СССР за выдающиеся достижения в труде 1977 года.
Почётный гражданин Караганды (11.08.1999).
Умер в Караганде в 2001 году, похоронен в Караганде.